# اکفلد
اکفلد (به آلمانی: Eckfeld) یک شهر در آلمان است که در برنکاستل-ویتلیش واقع شده‌است. اکفلد ۳۶۵ نفر جمعیت دارد.